# Mr. Mistoffelees
Mr. Mistoffelees es un personaje de El libro de los gatos habilidosos del viejo Possum de T.S. Eliot, el cual también aparece en Cats —adaptación musical del libro— de Andrew Lloyd Webber, siendo uno de los principales personajes y uno de los más populares en la trama del show. A veces, también es referido como Quaxo.

## El poema
El nombre de Mistoffelees deriva del nombre del demonio Mefistófeles. No obstante, el personaje no es siniestro como su nombre lo implica. Por el contrario, Eliot lo describe como el "original gato invocador", y como un gato que "siempre nos ha engañado haciéndonos creer que solamente se dedica a cazar ratones". Es un misterioso y tranquilo felino, negro y pequeño, capaz de realizar hazañas de magia y prestidigitación. Sus rasgos característicos son presentados como divertidos y no como temibles o sepulcrales.

«He is quiet and small, he is black

From his ears to the tip of his tail;

He can creep through the tiniest crack,

He can walk on the narrowest rail.

He can pick any card from a pack,

He is equally cunning with dice;

He is always deceiving you into believing

That he's only hunting for mice...

..His manner is vague and aloof

You would think there was nobody shyer

But his voice has been heard on the roof

When he was curled up by the fire.

And he's sometimes been heard by the fire

When he was about on the roof..»
«Es tranquilo, pequeño y negro

desde las orejas hasta la punta de su cola

puede arrastrarse a través de las rendijas más pequeñas

puede caminar por las barandas más estrechas

puede elegir cualquier carta de un montón

es igualmente hábil con los dados

siempre te está engañando, haciéndote creer

que tan sólo está cazando un ratón..

..Su comportamiento es frío y reservado

pensarías que no hay nadie tan tímido como él

pero su voz ha sido oída en el techo

cuando estaba enroscado ante el fuego

y a veces ha sido escuchado cerca del fuego

cuando estaba sobre el techo..»
T.S. Eliot, El libro de los gatos habilidosos del viejo Possum.

## El musical

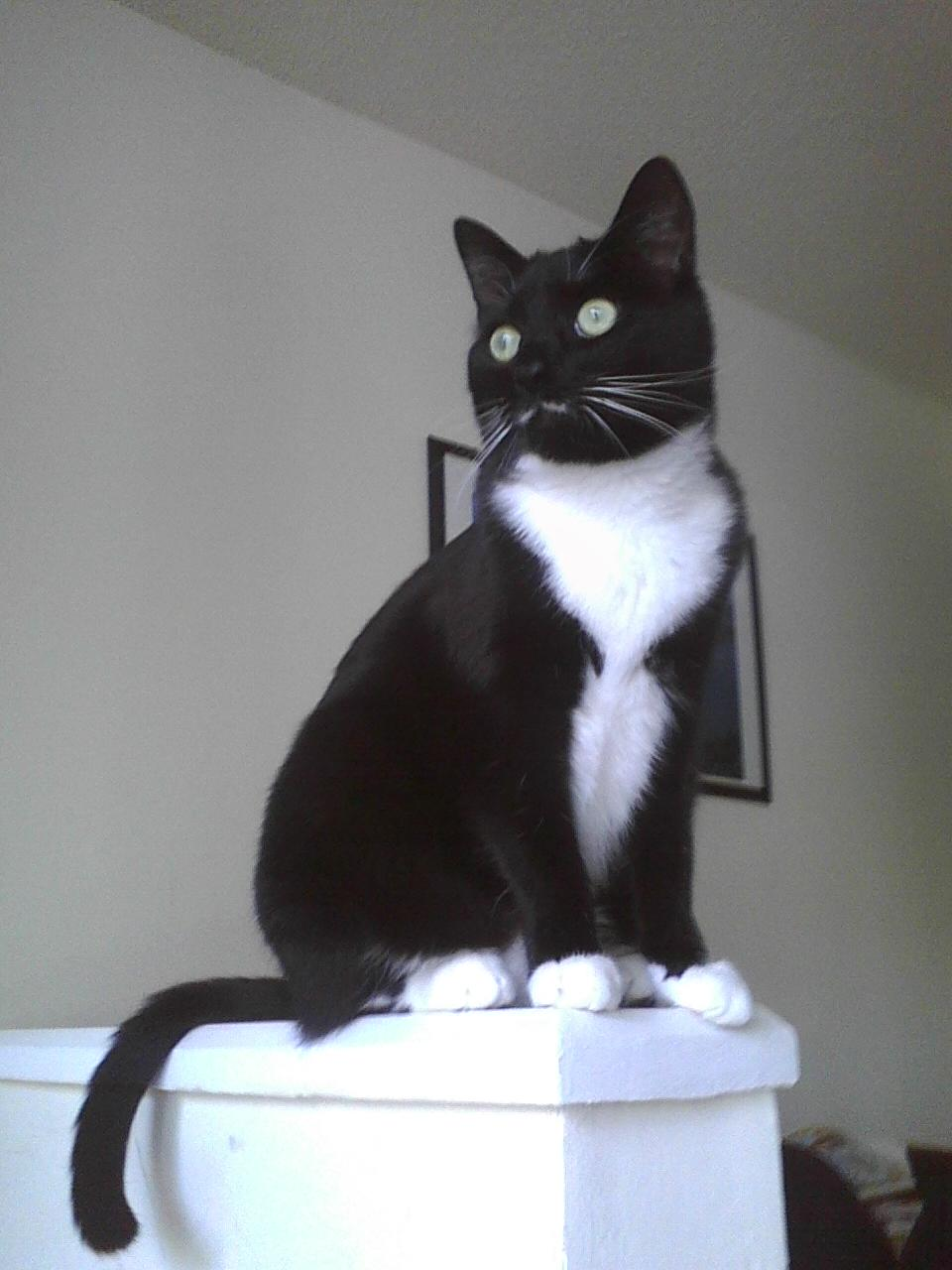
Ejemplar de tuxedo cat o gato esmoquin.

En la obra musical Cats el personaje de Mistoffelees tiene un papel principal y mantiene la mayoría de los atributos que el personaje original descrito en los poemas de Eliot, aunque en el musical es más deslumbrante. Durante el segundo acto de la obra musical, el personaje tiene su propia canción y un largo solo de danza. En la mayoría de las producciones también canta durante el primer acto la canción "Invitation to the Jellicle Ball". En el reparto original de Londres, Mistoffelees cantó "The Old Gumbie Cat"; en la producción original de Broadway, cantó "Mungojerrie and Rumpleateazer". Sin embargo, esta última canción poco después fue adaptada para ser cantada por estos mismos personajes. En algunas versiones de la obra musical se le ha dado el segundo nombre de Quaxo. En estas versiones, cuando su rol es dentro del coro es conocido como Quaxo, y cuando se viste con el vestuario especial para bailar durante su canción, es entonces cuando se le refiere como Mistoffelees. 
La coreografía realizada por el personaje —que incluye una larga serie de fouettés— es una de las más difíciles de interpretar en el show. Los aspirantes para el casting de este personaje suelen tener amplia experiencia en ballet y gimnasia. Debido a que el papel requiere también tener habilidades para cantar, en el show se permite contar con grabaciones previas de la voz del personaje, de esta forma se permite que los bailarines canten solamente un poco, o bien que no canten durante la presentación. A diferencia de los otros gatos de la obra, Mistoffelees no está impresionado por Rum Tum Tugger, de hecho, Tugger canta la canción "Mistoffelees", ambos parecen tener algún tipo de relación de amor-odio.

## Relaciones
Aunque el show tiene muy estructurada la forma de representar las relaciones amistosas entre los personajes, existiendo parejas muy obvias, el público ha creado teorías acerca de todos los personajes. Mistoffelees es representado como un compañero muy cercano de Victoria; teorías se han creado alrededor de estos dos personajes, la más acertada incluso dicha por propios autores de la obra musical es la que nos indica que son hermanos. Ambos personajes son los que inician el baile Jellicle, bailando y cantando. Aunque en la obra no está establecido quien es el padre de Mistoffelees, comúnmente se cree que podría ser Macavity, debido a que los dos tienen poderes mágicos. También se cree que podría ser hijo de Bustopher Jones, o hermano de Alonzo, pues todos ellos tienen los mismos colores de pelaje.

## Vestuario
A pesar del poema describe de forma específica la apariencia de Mistoffelees como un "gato negro desde las orejas hasta la punta de la cola", el disfraz usado por el personaje en la obra musical corresponde al de un gato blanco y negro (como si vistiera un esmoquin), pues si fuera totalmente negro, se perdería bajo la luz del escenario. Durante el desarrollo de la obra musical se utilizan dos trajes, el primero, el cual viste la mayor parte del tiempo, es un leotardo negro con pecho blanco y calentadores. El segundo, que es el que utiliza durante la presentación de su canción, es un glamoroso traje de terciopelo negro con diamantes de fantasía, el saco está equipado con luces intermitentes lo cual hace lucir al personaje mágico y espectacular.

## Interpretaciones
Los actores que han representado el personaje de Mistoffelees en el escenario han sido Wayne Sleep, Louie Spence, Timothy Scott, Gen Horiuchi, Lindsay Chambers, Ryan Patrick Ferrell, Chris Mackenthun, Shane Hall, Eddie Buffum, George de la Peña, Guy-Paul Ruolt y Connor Sweeney. Para la producción del DVD de 1998, Mistoffelees fue representado por Jacob Brent, quien ya había realizado el papel en Broadway. Guy-Paul Ruolt interpretó el papel en Londres y en Francia. El 10 de septiembre de 2000, cuando se realizó la última representación en Broadway, Julius Sermonia fue el encargado de representar el papel de Mistoffelees. En 2010, en la producción de CCS Thespian de la obra de Cats el papel fue asumido por Jake Burnham.

## En la cultura popular
- En 2009 cuando Neil Patrick Harris era el anfitrión del programa Saturday Night Live, fue Bobby Moynihan quien interpretó a Mistoffelees en el sketch "Save Broadway".
- Mistoffelees es referido en un verso libre del poema "Perineum Millennium" de Tim Minchin. El argumento está basado en la obra de T.S. Eliot.
- Mistoffeles es el nombre del gato familiar, propiedad de Penny Dreadful en el juego de rol Mago: la ascensión.
- Es mencionado en la película Team America: World Police.
- En el episodio "Jazz" del programa Tim and Eric, es uno de los tres nombres de gatos que fueron mencionados, los otros dos fueron Skimblenshanks y Grizabella, a pesar de que esta última no aparece en el libro de Eliot, ambos gatos tienen un rol principal en la obra musical junto a Mistoffelees.